# Финикс (Њујорк)
Финикс (енгл. Phoenix) град је у америчкој савезној држави Њујорк.

## Демографија
По попису из 2010. године број становника је 2.382, што је 131 (5,8%) становника више него 2000. године.
| Група             | 2000.         | 2010.         |
| Белци             | 2.196 (97,6%) | 2.272 (95,4%) |
| Афроамериканци    | 8 (0,4%)      | 19 (0,8%)     |
| Азијати           | 5 (0,2%)      | 12 (0,5%)     |
| Хиспаноамериканци | 22 (1,0%)     | 32 (1,3%)     |
| Укупно            | 2.251         | 2.382         |